# سایت باستان‌شناسی کارتاژ

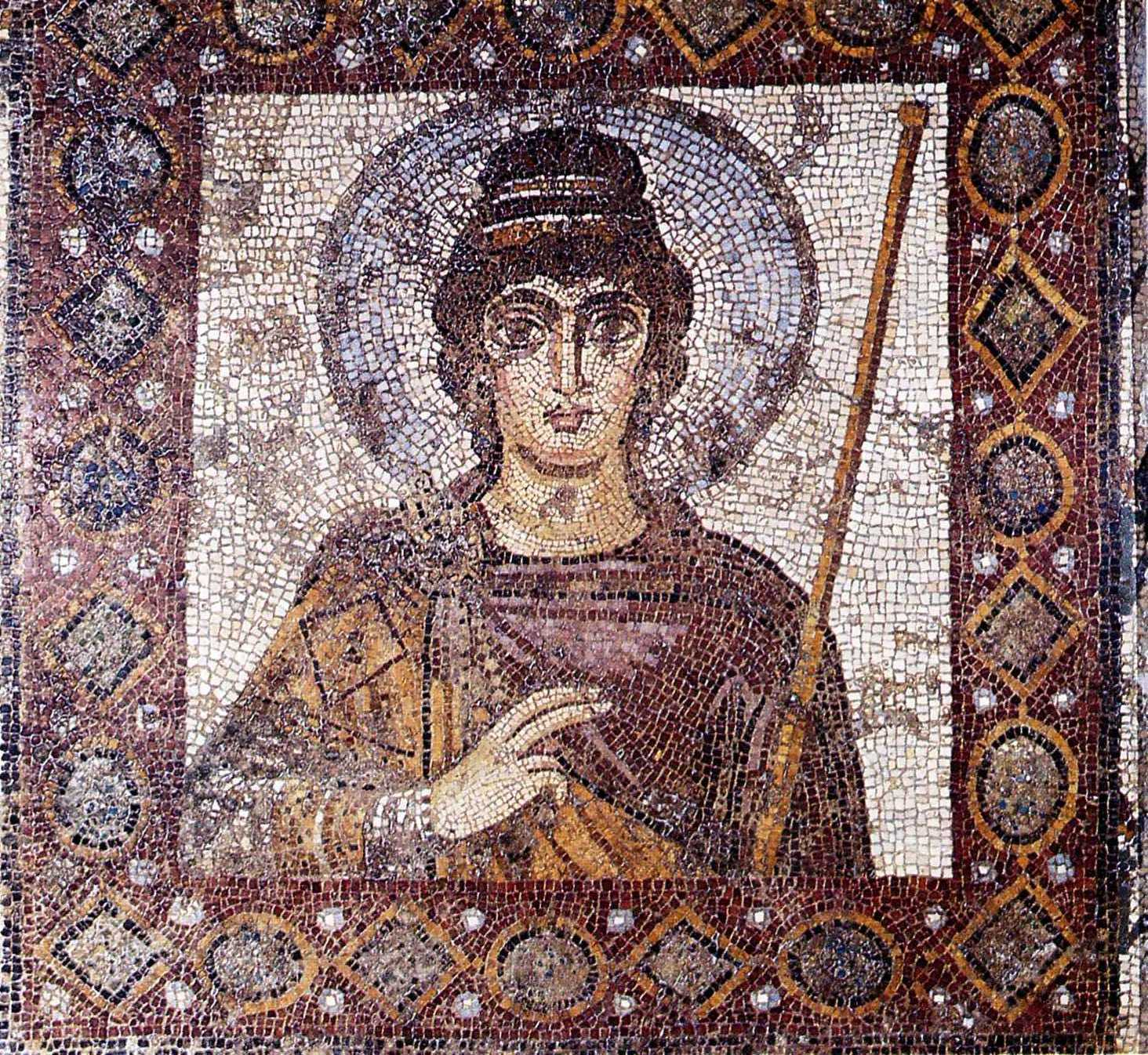

سایت باستان‌شناسی کارتاژ در شهر کنونی کارتاژ (تونس) قرار دارد و از سال ۱۹۷۹ در فهرست میراث جهانی یونسکو به ثبت رسیده است.
این محوطه تحت سلطه تپه بیرسا است که مرکز شهر فینیقی محسوب می‌شده. امروزه، این منطقه به واسطه تصویر باشکوه کلیسای جامع سنت لوئیس شناخته می‌شود. این کلیسا در اواخر قرن نوزدهم در محل احتمالی آرامگاه پادشاه لوئی نهم (سنت لوئیس) که در جریان جنگ صلیبی هشتم در اینجا درگذشت، ساخته شد. نزدیک کلیسا، در برابر این آرامگاه خالی که بقایای آن به فرانسه منتقل شده است، بقایای مهم‌ترین محله شهر قرار دارد. از این محله تنها پی ساختمان و بخش‌هایی از ستون‌ها باقی مانده است، اما ابعاد عظیم، فضای گسترده، چشم‌اندازهای پانورامیک و سازمان‌دهی خیابان‌ها نشانه قدرت بی‌نظیر این شهر در گذشته است.
با توسعه سریع شهر مدرن که تهدیدی جدی برای نابودی این بقایا بود، باستان‌شناسان برجسته تونسی توانستند توجه عموم را جلب کنند و یونسکو بین سال‌های ۱۹۷۲ تا ۱۹۹۲ کمپینی بین‌المللی گسترده برای نجات کارتاژ راه‌اندازی کرد. این تلاش‌ها با ثبت این محوطه در فهرست میراث جهانی به نقطه عطف خود رسید.
در اینجا تنها وضعیت فعلی محوطه باستان‌شناسی بررسی می‌شود، زیرا بخش زیادی از بناها در گذشته یا اخیراً از بین رفته‌اند. چالش بازدیدکنندگان در پراکندگی زیاد بقایا است، هرچند برخی از بخش‌های اصلی مشخص هستند. برای شهر و کشور، این مسئله پیچیده‌تر است: حفاظت از یادمان‌های گذشته در عین ایجاد کمترین اختلال در زندگی روزمره مردم.

## جغرافیا

### موقعیت
تاریخ به مکان‌هایی که یک‌بار برمی‌گزیند، وابسته می‌ماند
 به گفته سرژ لانس. به وضوح می‌توان مشاهده کرد که جغرافیا نقش مهمی در جایگاه کارتاژ ایفا کرده است. این شهر بزرگ، همان‌طور که استرابون آن را توصیف می‌کند، به 
کشتی‌ای در لنگر
 شباهت دارد. موقعیت شهرهای فنیقی‌ها تابع دو نیاز اصلی بود: دسترسی به دریا و حفاظت از تهدیدات داخلی. بنیادهای شهرهایی همچون صور (لبنان), صیدا و گادس بر این اصول استوار بودند.

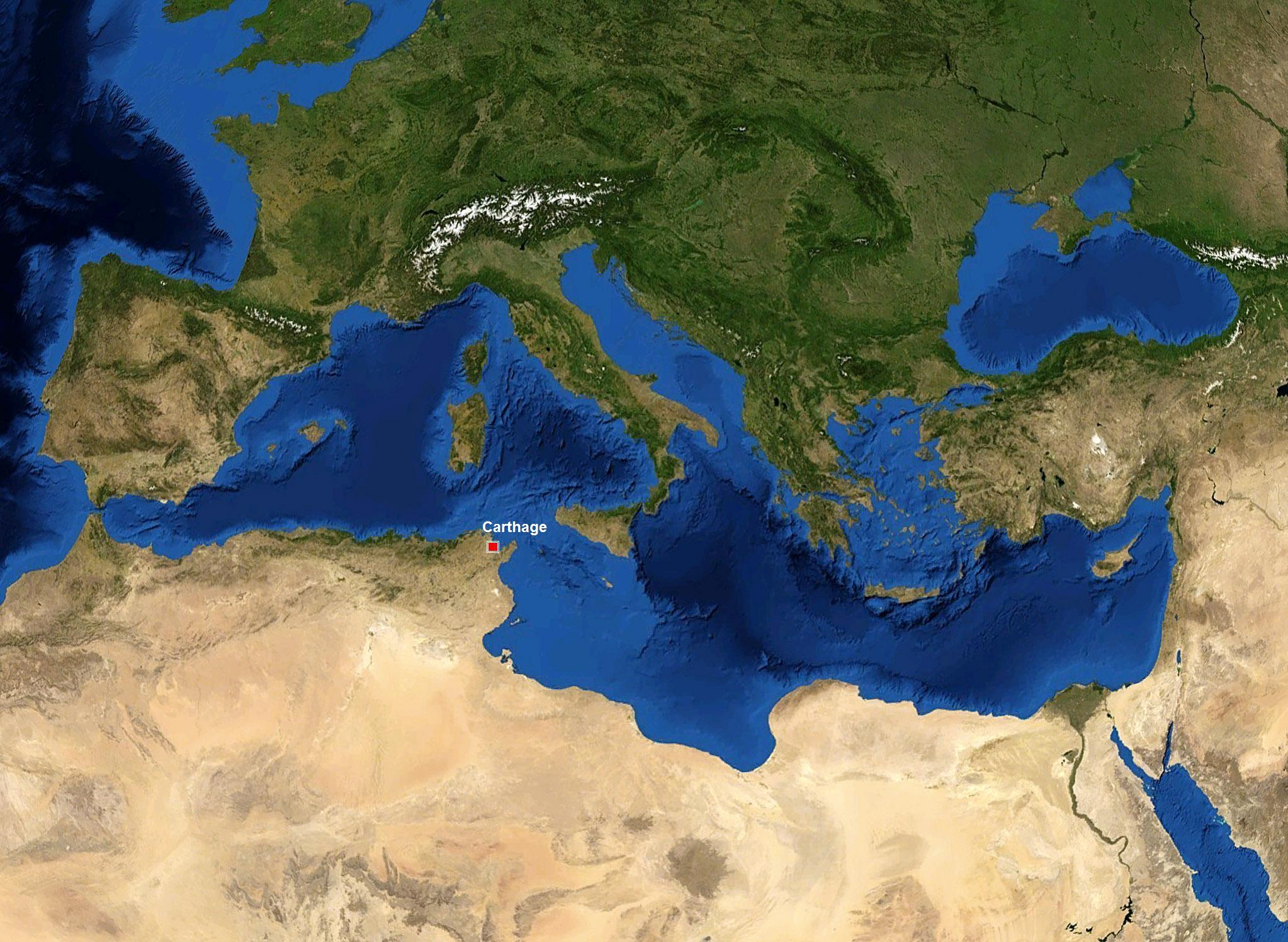
موقعیت کارتاژ در مرکز حوضه مدیترانه.

بیش از مستعمره قدیمی‌تر اوتیکا، کارتاژ به نظر می‌رسد که از نظر جغرافیایی در جایگاهی مطلوب‌تر قرار داشته است. این شهر در مرز دو حوضه دریای مدیترانه واقع شده بود، مکانی بسیار مناسب برای تبادلات تجاری. در انتهای خلیج تونس و روبه‌روی کوه بوکورنین، کارتاژ باستانی همچون یک دماغه ظاهر می‌شود که توسط تپه‌هایی مسدود شده است. مهم‌ترین این تپه‌ها بیرسا است، مکانی که دفاع از آن آسان بوده و از سه طرف با دریا احاطه شده است. پولیبیوس این مکان را به 
شبه‌جزیره‌ای تقریباً کاملاً محصور توسط دریا [چرا که سبخا آریانا هنوز بسته نشده و یک خلیج را شکل می‌داد], یا یک دریاچه و متصل به خشکی توسط یک باریکه خشکی که با زنجیره‌ای از تپه‌ها حفاظت شده بود
 توصیف می‌کند.
از سمت دریا محافظت شده، این شهر همچنین به واسطه تپه‌ها و دریاچه تونس در امان بود. وجود دو شورستان این ویژگی دفاعی را تقویت می‌کرد.

### ویژگی‌های خاک
اگرچه سایت کارتاژ هنوز نسبتاً فاقد بناهای کامل است، اما زمین با قطعاتی از سنگ مرمرهای بسیار ارزشمند پراکنده است. در میان این قطعات، دو یا سه نوع سنگ مرمر سفید استاتویاری وجود دارد — که احتمالاً از معدن سنگهای پاروس و لونی آمده‌اند — و یک نوع سنگ مرمر از پنتلیک، چندین نوع سنگ مرمر سیپولین، قطعات زیادی از سنگ مرمر زرد سیه‌نا، مرمری که در ایتالیا به نام پاوناتزو شناخته می‌شود، سنگ سماق فلدسپاتی به مقدار زیاد — گاهی به صورت بلوک‌های چندین پا (یکا) — و پورفیری صورتی از مصر.

موقعیت کارتاژ: سایت استراتژیک در انتهای خلیج تونس.

پاشو معتقد است که، مانند سیرنه، لیبی، سرزمین کارتاژ مواد ارزشمندی ندارد، بلکه بیشتر موادی مانند سنگ مرمر، پورفیری و گرانیت که به شهر وارد شده‌اند و از مکان‌های دوردست آورده شده‌اند، در آنجا یافت می‌شوند. دو بوخ، زمین‌شناس برجسته برلین و مسنارد د لا گرویه، مدرس سابق زمین‌شناسی در کالج فرانسه، که این قطعات را بررسی کرده‌اند، معتقدند که آن‌ها از معادن ایتالیا و یونان آمده‌اند.
یادداشت‌های برقه از فردریک ویلیام بیشی گزارش می‌دهد که در اطراف کارتاژ جوش‌سنگ از ماسه‌سنگ و سنگ آهکی بدون فسیل و بنابراین غیرمقاوم وجود دارد.

## تاریخ و کشف مجدد سایت
شهر بزرگ آفریقایی به سرعت در حال گسترش بود و به عنوان تمدنی در حال شکل‌گیری در جوامع مدیترانه‌ای مخصوص فرهنگ فنیقی‌ها شناخته می‌شد. سپس این رشد ناگهان متوقف شد، اما شهر موفق شد با اراده فاتحان رومی و به‌خاطر موقعیت خاص خود دوباره زنده شود. با این حال، در میان آشوب‌های تقسیمات دنیای مدیترانه، کارتاژ به حاشیه رفت: ابتدا غارت شد و سپس فراموش گردید، به‌طوری‌که گوستاو فلوبر در نامه‌ای به ارنه فیدو در اکتبر ۱۸۵۸ نوشت که «هیچ چیزی از کارتاژ نمی‌دانیم».
برای پایان دادن به این وضعیت و جلوگیری از نابودی نهایی آن، نیاز به اراده عده‌ای از علاقه‌مندان بود، و یک کمپین بین‌المللی در نهایت به‌وجود آمد تا از فراموشی کامل کارتاژ جلوگیری شود و از «دره تاریخ» نجات یابد.